# José Carioca
 Jose Carioca  er en i dansk sammenhæng ret ukendt Disney-figur, men han har en vis popularitet i USA og i en del latinamerikanske lande. Han er en grøn papegøje, brasilianer, ryger cigar og går med stråhat. Han optrådte første gang i sekvensen Aquarela do Brasil i Disney klassiker nr. 6, filmen Saludos Amigos fra 1943. Han var også en figur i Disney klassiker nr. 7, filmen The Three Caballeros fra 1945, hvor han laver fest og skæg med Anders And og den røde hane Panchito. Han er en udpræget lystig og lattermild fyr, og han kan lave spilopper, der i nogen tilfælde kan ligge på grænsen af, hvad der er lovligt.
I begge film lagde José Oliveira stemme til José Carioca. 
Han fik en avisstribe efter filmen, der blev tegnet af den legendariske Mickey Mouse-tegner Paul Murry. Den har aldrig været brugt i Anders And & Co., men i bogserien Hall of Fame, som Egmont i Danmark har udgivet med kendte Disney-tegnere, har vi i bindet med Murry fået et par Carioca-striber at se i oversættelse til dansk. 
Ellers har nogen få set ham dukke op i et par TV-shows fra Disney i 1960'erne eller som biperson til Anders And i Disney-børnebøger.
Men den populære Disney-tegner Don Rosa gav ham en renæssance i Norden med historien De Tre Calleros Rider Igen, som først blev trykt i det finske Aku Ankka nr. 36-38 i 2000, her i Danmark så vi den første gang i Anders And & Co. nr. 40-42 i 2000. Denne historie bygger på den ide, at Carioca og Panchito er Anders' ungdomsvenner, som han her ser igen og oplever et nyt eventyr med. Den blev fulgt op af De Tre Calleros Rider Igen - Igen, først trykt i det norske Donald Duck & Co. nr. 3-5 2005, lidt senere på dansk i Anders And & Co 3-5 2005. Her forærer Anders' nevøer ham en tur til Brasilien for at "give ham smilet tilbage," og det får han i et nyt eventyr med ungdomsvennerne.